# Heliesquí
El heliesquí consiste en esquiar fuera de pista; en él se practica esquí alpino al que se accede a través de un helicóptero a diferencia de un telesilla convencional. El heliesquí se practica en entornos naturales, aunque altamente seleccionados, sin precisar del esfuerzo requerido de practicar senderismo en estas zonas como sucede en el esquí de travesía. 

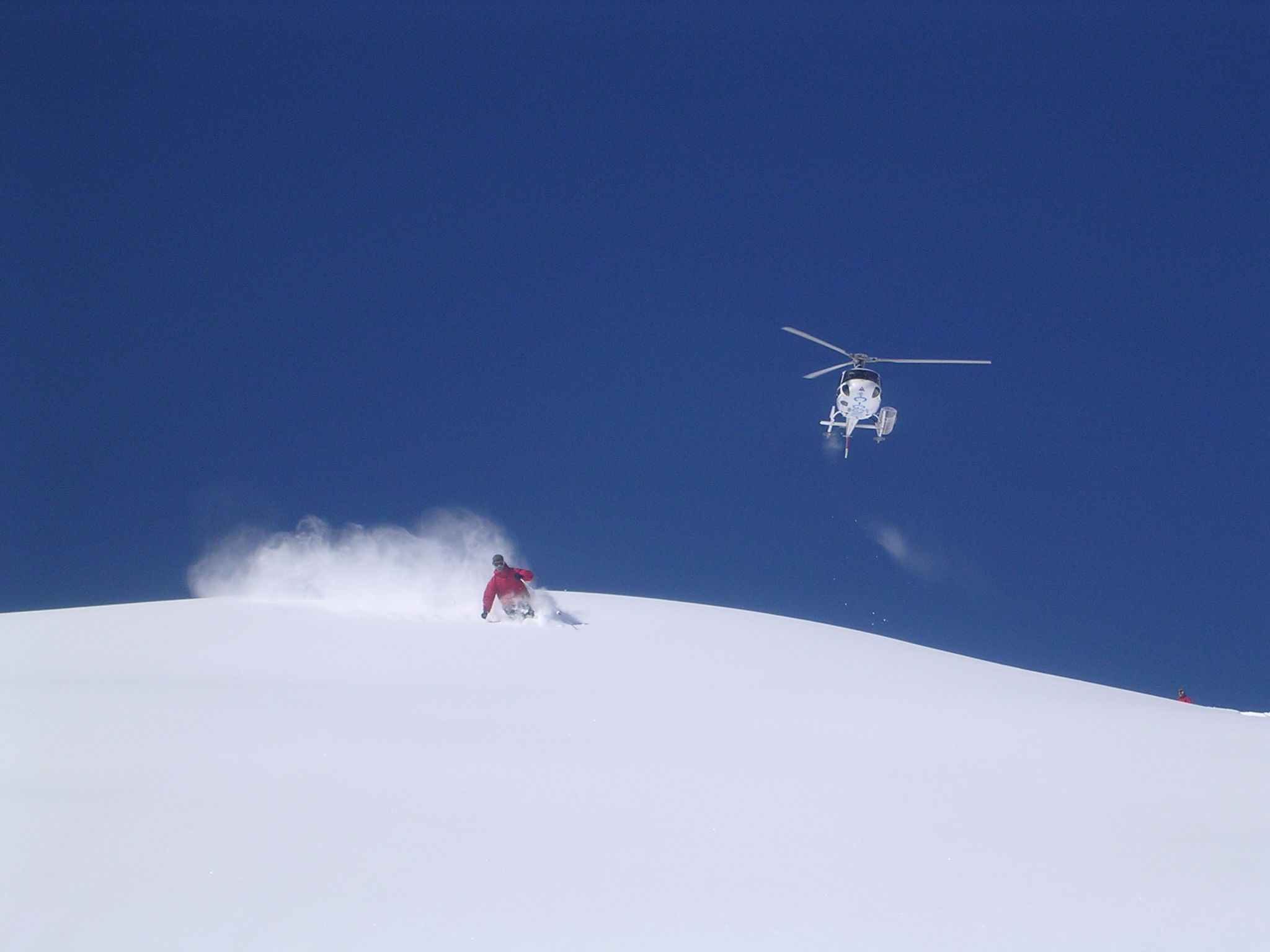
Esquiador con helicóptero de fondo

La mayoría de los heli esquiadores buscan unas condiciones de esquí específicas, que son difíciles de reproducir en el terreno altamente manipulado de la estación de esquí, como son la nieve polvo, los descensos largos, los contornos naturales del terreno, claros de árboles y pendientes pronunciadas.
Cuenta con los servicios de un guía de montaña y el helicóptero, que ofrecen protección al esquiador contra los riesgos y molestias derivados de la introducción a este entorno montañoso, permitiendo a los esquiadores con poco o ningún sentido de la montaña disfrutar de un entorno natural.
El término heli embarque se utiliza si el usuario practica snowboarding en lugar de esquí.

## Historia
Es a Hans Gmoser, un guía de montaña e inmigrante austríaco a Canadá, a quién se le acredita el inicio del heliesquí en 1965, en las montañas del Bugaboo de la Columbia Británica, con su compañía. Algunos indicios, basado en fotos antiguas de los libros de esquí,  señalan que el heliesquí pudo haber surgido a finales de los 50 o principios de los 60 en Alaska , Wyoming o Utah.
Desde su creación, en la década de 1960, ha sido una actividad cada vez más popular, con los principales operadores establecidos en Canadá, Estados Unidos, Nepal, Alaska, Islandia, Groenlandia, Nueva Zelanda, Himalaya, Rusia, Turquía, Noruega (Voss), Suecia, Finlandia, Argentina, Georgia, Chile y Suiza. La provincia canadiense de Columbia Británica es la zona más popular en la práctica de heliesquí con más del 90 % del mercado global.

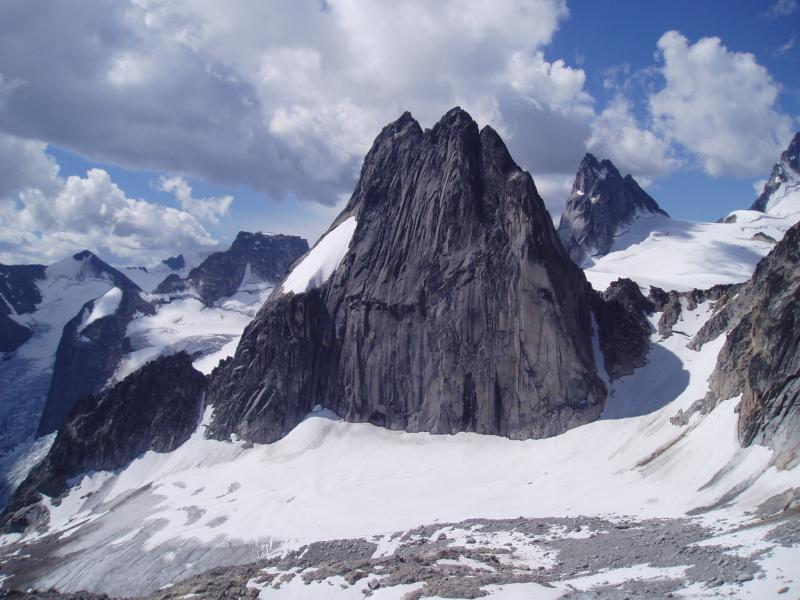
Los Bugaboos canadienses

## Procedimiento
Estados Unidos, Canadá y algunas otras compañías suelen tratar el helicóptero como un telesquí que recoge y deja a los esquiadores, reiteradamente, en las mejores zonas de nieve. El "modelo europeo", y algunos otros lugares, trata el helicóptero como un taxi que deja caer a los esquiadores cerca de un pico alto donde éstos inician su descenso.
La mayoría de las compañías ofrecen vuelos diarios privados. Generalmente, el grupo de heli esquiadores son dirigidos por un guía de montaña experimentado y, posiblemente también por, un asistente de guía. 
El acceso al helicóptero está regulado en muchas cadenas de montañas, lo que elimina la posibilidad de simplemente contratar un helicóptero. Éste reúne normalmente al grupo de esquí en una zona abierta de un valle, sin embargo, pilotos como los europeos son muy agresivos y acostumbran a operar en estrechos valles de montaña.
El guía o un miembro de la tripulación del helicóptero carga los esquís y los bastones en una canasta exterior.
Es muy común tomar o dejar pasajeros mientras el helicóptero se encuentra activo, con los patines cerca o tocando el suelo, éste reduce su potencia mientras que los pasajeros desembarcan. El guía descarga los esquís, poniéndolos en el suelo. Los esquiadores se alejan del helicóptero, en cuclillas, hacia un lugar designado por el guía y permaneciendo agazapados hasta que el helicóptero haya despegado. Tras ello los clientes no comienzan a esquiar de forma aleatoria sino que son los guías quienes deciden exactamente donde van hacerlo. A menudo, un guía evaluará primero las condiciones en que se encuentra la nieve, avalancha o glaciares, y a continuación indicará a los clientes como proceder. 

## Seguridad
Una de las preocupaciones de seguridad de las compañías de heliesquí es el peligro de avalanchas. Las compañías de heliesquí emplean guías y pilotos que están capacitados y poseen experiencia en la evaluación de las condiciones de la nieve, la estabilidad y la gestión del riesgo. Muchos de los guías son entrenados y sus habilidades son evaluadas de acuerdo a las normas establecidas y mantenidas por la guía de la Asociación de Esquí o la Asociación Canadiense de Guías de Montaña ( ACMG ) y / o la Federación Internacional de Asociaciones de Guías de Montaña ( UIAGM ). Muchos de los guías también entran en la profesión después de años de experiencia personal, experiencia en patrulla de esquí u otra experiencia de guía, además de poseer altos conocimientos sobre montaña.
Algunas compañías están comenzando a ofrecer protección contra avalanchas que reduce el tiempo de entierro en caso de avalancha y aumenta la supervivencia mediante el uso de bolsas de aire.

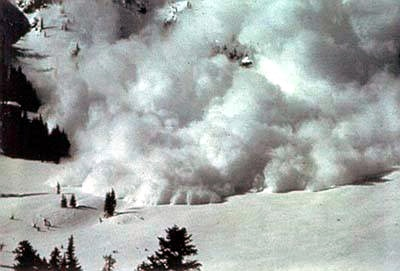
Alud de nieve

Otros peligros del heliesquí comprenden las caídas en pozos de cañones de nieve muy profundos, las "setas de nieve" que caen de los árboles, la asfixia tras caídas en nieve polvo muy profunda (poco frecuente), las grietas en los glaciares, las características propias del terreno común de la montaña tales como acantilados y lechos de arroyos, y obviamente las típicas lesiones relacionadas con la práctica de esquí .

## Críticas
Grupos ecologistas han expresado sus preocupaciones y la oposición al heliesquí debido a su impacto negativo en la tranquilidad de la montaña, la atmósfera y el medio ambiente .